# شركة إدارة الأصول في نيجيريا
شركة إدارة الأصول النيجيرية (AMCON) هي هيئة أُنشئت بموجب قانون الجمعية الوطنية لنيجيريا في يوليو 2010. يتوافق هذا المفهوم مع عمل الوكالة الوطنية لإدارة الأصول في نيجيريا في نظيرتَيها في جمهورية أيرلندا وماليزيا. عملت الهيئة كمشترٍ للبنوك للحكومة النيجيرية من خلال الحصول على القروض المتعثرة. كانت القيمة الدفترية الأصلية للقروض المتعثرة المكتسبة 4.02 تريليون نيرة نيجيرية بسعر 1.76 تريليون نيرة مع إصدار متكافئ من السندات الصفرية للقروض المتعثرة المكتسبة.

## وصلة خارجية
- الموقع الرسمي